# Ogloblinia
Ogloblinia là một chi bọ cánh cứng trong họ Chrysomelidae.
Chi này được miêu tả khoa học năm 1939 bởi Csiki.

## Các loài
Chi này gồm các loài:
- Ogloblinia keralaensis Doeberl, 2003